# Somerford Keynes
Pour les articles homonymes, voir Somerford.
Somerford Keynes est un village et une paroisse civile du Gloucestershire, en Angleterre. Il est situé non loin de la frontière du Wiltshire, entre les villes de Malmesbury, Cirencester et Swindon. Administrativement, il relève du district de Cotswold. Au moment du recensement de 2011, il comptait 479 habitants.